# キャンディス・ブーシェ
キャンディス・ブーシェ（英語: Candice Boucher、1983年10月17日 - ）は、南アフリカ出身のファッションモデル、女優である。モデルデビューの2010年に雑誌『プレイボーイ』と『スポーツ・イラストレーテッド』 の表紙に採用され、ボリウッド映画『アアザーン』（en・2011年）で俳優としてデビューする。

## 人物
生まれ故郷のダーバンで入学した高校では毎年恒例のミスコンがあり、17歳のとき友人に勧められて出場したところ優勝する。副賞として地元のプロの写真家に撮影してもらう機会を得ると、その写真家が国内のモデル事務所「モデル・インターナショナル」に送った写真がきっかけで、事務所から連絡を受け、モデル契約に至る。

## 経歴
高校卒業と同時にモデルの仕事に専念するためケープタウンに引越すと、Guessの新人モデルに加わるのは2009年で、翌2010年4月に『PLAYBOY』アメリカ版表紙と見開きページに登場する（2010年4月第57巻第3号）。数ヵ月後の10月、表紙モデルとして『スポーツ・イラストレイテッド』に参加、インド映画『アアザーン』でサチーン・J・ジョシ（en）の相手役として映画デビューを果たす。
雑誌『COSMOPOLITAN』（南アフリカ版・2011年10月号）の表紙に載り、『FHM』、『GQ』、『Fila』、『Speedo』、『ELLE』各誌の撮影に参加した。

## 出演作
- 2011年『アアザーン』（インド）主役の恋人役[6]
- 2016年『HOT Swimsuit Models in the Maldives』（アメリカ）[7] - 短編ビデオ、2016年1月12日

### 撮影したファッション・ブランド
- Black Halo
- Canal Walk
- Guess
- Mr. Price
- Otto
- Queenspark[8]

#### 商品カタログ掲載
- 2012年春夏 - Cubus[8]
- 同秋冬 - Variance Lingerie[8]

## 私生活
ニューヨーク市在住。